# Fissidentalium laterischismum
Fissidentalium laterischismum är en blötdjursart som beskrevs av Tokio Shikama och Tadashige Habe 1963. Fissidentalium laterischismum ingår i släktet Fissidentalium och familjen Dentaliidae. Inga underarter finns listade i Catalogue of Life.